# مسجد الحاج إبراهيم بيك
مسجد الحاج إبراهيم بيك (بالفارسية: مسجد حاج ابراهیم بیک) هو مسجد تاريخي يعود إلى عصر القاجاريون، ويقع في همدان.